# جورجي ماركوف (لاعب كرة قدم)
جورجي ماركوف (بالبلغارية: Георги Славев Марков)‏ (20 يناير 1972 بغوتسه دلتشو في بلغاريا - 18 فبراير 2018 بصوفيا في بلغاريا) هو لاعب كرة قدم بلغاري في مركز الدفاع. شارك مع منتخب بلغاريا لكرة القدم. أما مع النوادي، فقد لعب مع إيرغوتيليس وليفسكي صوفيا ونادي بوتيف بلوفديف ونادي طرابزون سبور ونادي لوكوموتيف صوفيا وبيرين جوتشي ديلتشيف.

## مسيرته الكروية
لعب جورجي ماركوف خلال مسيرته الاحترافية مع 5 أندية في تسعة عشر موسمًا وسجل خلالها 20 هدف ضمن 377 مباراة. حيث فاز في ثلاثة مواسم بالكأس وفي موسمين بالدوري.
خاض جورجي ماركوف مسيرته مع نادي بوتيف بلوفديف في موسم 1993–94 واستمر معه طيلة ثلاثة مواسم، مشاركًا في 65 مباراة سجل خلالها 9 أهداف. ثم انتقل إلى نادي لوكوموتيف صوفيا في موسم 1996–97 في المرة الأولى ليلعب معه خمسة مواسم ثم في موسم 2006–07 ليلعب معه أربعة مواسم، حيث شارك طوالها في 188 مباراة سجل خلالها 6 أهداف. لينتقل بعدها إلى نادي ليفسكي صوفيا في موسم 2000–01 في المرة الأولى ولمدة موسمين ثم في موسم 2002–03 واستمر معه طيلة ثلاثة مواسم، مشاركًا طوالها في 89 مباراة سجل خلالها هدفًا واحدًا. ثم انتقل إلى نادي طرابزون سبور في موسم 2001–02 لمدة موسم واحد، مشاركًا في 10 مباريات ولم يسجل أي هدف. هذا وانتقل لاحقًا إلى نادي إيرغوتيليس في موسم 2005–06 لمدة موسم واحد، مشاركًا في 25 مباراة سجل خلالها 4 أهداف.

## وصلات خارجية
- جورجي ماركوف على موقع الاتحاد الأوربي (الإنجليزية)
- جورجي ماركوف على موقع اتحاد تركيا (لاعب) (الإنجليزية)
- جورجي ماركوف على موقع قاعدة بيانات كرة القدم.إي يو (الإنجليزية)
- جورجي ماركوف على موقع ناشيونال فوتبول تيمز (الإنجليزية)